# Monstera gracilis
Monstera gracilis — квіткова рослина родини ароїдних.

## Розповсюдження
Він походить з півдня Венесуели та північного Перу.